# اريكا زابو (سياسية)
اريكا زابو (بالمجرية: Szabó Erika)‏ (و. 1959  م) هي سياسية مجرية، هي عضوةٌ فيدس – الاتحاد المدني المجري.

## مناصب
تولت منصب عضو الجمعية الوطنية المجرية
.

## التعليم
تعلمت في جامعة زيجيد (حتى 1984)
.